# 運動単位数推定法
運動単位数推定法 (英 Motor Unit Number Estimation, MUNE)は、筋電図から運動単位の数を推定する技法である。

## 原理
運動単位は1つのα運動ニューロンと、その神経が支配する全ての筋線維から構成される。
筋によって運動単位の数や一つの運動単位に属する筋線維の数（神経支配比）が異なる。一般に、眼球運動を担っている筋などでは細かな運動が必要なので、運動単位当たりの筋線維の数は少なく、飛び跳ねる動きを担うふくらはぎの筋などでは運動に特異性が少ないので、運動単位当たりの筋線維の数はより多い。
MUNEでは、一般的に次の式を用いる。

運動単位数 = 複合筋活動電位サイズ / 表面で検出される運動単位活動電位サイズの平均値
筋または筋グループに向かう運動神経の最大閾値上刺激(supramaximal stimulation)を用いて、複合筋活動電位（Compound Muscle Action Potential ：CMAP）サイズを求める（神経伝導検査に類似）。それには表面電極を用いる。複合筋活動電位サイズは、その神経が支配する筋からの、表面で検出された運動単位活動電位の合計である。
表面で検出された運動単位活動電位（Surface-detected motor unit action potential ：SMUAP）サイズは、個々の運動単位の活動を反映する。この活動電位の平均サイズを求めるやり方は、用いる方法により異なるので、以下ではそれについて説明する。

## 方法
現在、運動単位数を推定するために用いられている手法は、少なくとも６つある。これらは、漸増刺激法、多点刺激法、F波法、スパイクトリガー平均化法、統計学的手法である。漸増刺激法は、この中で最も理解に役立つものであり、ここではそれについて説明する。
ヘネマンのサイズ原理によると、運動単位の動員は小さな運動単位から大きな運動単位へと常に同じ順番で行われる。さらに、運動単位の活動は全か無かの法則に従うため、閾値（運動単位が発火を開始する刺激強度）に達すると、運動単位に属する筋線維のすべてが発火する。漸増刺激法では、非常に低い強度で電気刺激を与え始め、連続的に大きくなる運動単位の閾値まで徐々に刺激を強くし、CMAPの強度に達するまで強める。刺激を強めた時に記録される筋電図の「ステップ状」の増加が注目される（すなわち、他の運動単位の閾値に達し、それが動員される。）。その後、CMAPは、CMAPに達するまでのステップ数で割り算され、平均SMUAPサイズが取得される。ステップ数は、筋肉内の運動ユニットの総数とは相関しない。その代わりに、ＣＭＡＰサイズを平均ＳＭＵＡＰサイズで割り算され、筋肉内の運動単位の数の推定値を得る。

## 用途
加齢・病気・怪我などによって、1つの筋肉の中の運動単位の数は変化する。MUNEは、病気の診断や、加齢・病気・怪我の影響を経時的にモニターするために使用される。神経障害では、運動ニューロンが死滅し、運動単位の数が徐々に減少する。筋疾患では、筋線維の死滅により運動単位の大きさは減少するが、運動単位の数は病気が非常に重篤な状態にまで進行するまで変化しない。他の筋電図法と組み合わせることにより、これらの状態を診断し、モニターすることができる。同様に、正常な加齢により運動単位の数が減少するが、病気と同じ程度ではない。損傷の影響は状況に依存する。